# 法爾茅斯 (麻薩諸塞州普查規定居民點)
法爾茅斯（英語：Falmouth）是位於美國麻薩諸塞州巴恩斯特布爾縣的一個普查規定居民點。

## 人口
根據2020年美國人口普查的數據，法爾茅斯的面積為5.84平方千米，當中陸地面積為5.41平方千米，而水域面積為0.43平方千米。當地共有人口3818人，而人口密度為每平方千米653.77人。